# Stazione meteorologica di Platì
La stazione meteorologica di Platì è la stazione meteorologica di riferimento relativa alla cittadina di Platì.

## Dati climatologici
In base alla media di riferimento climatico 1992-2020, la temperatura media del mese più freddo, gennaio, si attesta a +10,7 °C; quella del mese più caldo, agosto, è di +28,0 °C.
Le precipitazioni medie annue si aggirano oltre i 1750 mm, con minimo in estate e picco in autunno-inverno.
| Platì               | Mesi  | Mesi  | Mesi  | Mesi  | Mesi | Mesi | Mesi | Mesi | Mesi | Mesi  | Mesi  | Mesi  | Stagioni | Stagioni | Stagioni | Stagioni | Anno    |
| Platì               | Gen   | Feb   | Mar   | Apr   | Mag  | Giu  | Lug  | Ago  | Set  | Ott   | Nov   | Dic   | Inv      | Pri      | Est      | Aut      | Anno    |
| ------------------- | ----- | ----- | ----- | ----- | ---- | ---- | ---- | ---- | ---- | ----- | ----- | ----- | -------- | -------- | -------- | -------- | ------- |
| T. max. media (°C)  | 13,5  | 14,1  | 17,0  | 21,1  | 25,2 | 29,1 | 32,5 | 32,8 | 29,1 | 25,4  | 20,3  | 15,6  | 14,4     | 21,1     | 31,5     | 24,9     | 23,0    |
| T. min. media (°C)  | 7,9   | 7,9   | 9,0   | 11,5  | 15,4 | 19,1 | 22,5 | 23,2 | 20,1 | 16,2  | 12,3  | 9,2   | 8,3      | 12,0     | 21,6     | 16,2     | 14,5    |
| Precipitazioni (mm) | 277,6 | 218,4 | 197,4 | 116,6 | 61,1 | 31,3 | 19,4 | 32,3 | 98,1 | 189,7 | 251,2 | 276,2 | 772,2    | 375,1    | 83,0     | 539,0    | 1 769,3 |

## Temperature estreme mensili dal 1992 ad oggi
Nella tabella sottostante sono riportati i valori delle temperature estreme mensili registrate presso la stazione meteorologica dal 1992 ad oggi.
| Platì (1992-2023)     | Mesi        | Mesi        | Mesi        | Mesi        | Mesi        | Mesi        | Mesi        | Mesi        | Mesi        | Mesi        | Mesi               | Mesi        | Stagioni | Stagioni | Stagioni | Stagioni | Anno |
| Platì (1992-2023)     | Gen         | Feb         | Mar         | Apr         | Mag         | Giu         | Lug         | Ago         | Set         | Ott         | Nov                | Dic         | Inv      | Pri      | Est      | Aut      | Anno |
| --------------------- | ----------- | ----------- | ----------- | ----------- | ----------- | ----------- | ----------- | ----------- | ----------- | ----------- | ------------------ | ----------- | -------- | -------- | -------- | -------- | ---- |
| T. max. assoluta (°C) | 24,9 (2021) | 25,8 (2014) | 26,7 (2002) | 32,3 (1999) | 36,6 (1994) | 43,4 (2007) | 43,1 (2007) | 42,7 (1999) | 38,2 (2015) | 34,0 (1999) | 28,1 (1998 e 2012) | 26,5 (2009) | 26,5     | 36,6     | 43,4     | 38,2     | 43,4 |
| T. min. assoluta (°C) | −2,3 (2017) | −0,7 (2008) | −0,4 (1993) | 3,1 (2003)  | 6,0 (2011)  | 11,9 (2001) | 15,7 (1992) | 15,7 (1995) | 11,7 (2007) | 6,3 (2007)  | 3,0 (2001)         | −1,1 (2001) | −2,3     | −0,4     | 11,9     | 3,0      | −2,3 |